# Джиззацька область
Джиззацька область (узб. Жиззах вилояти, Jizzax viloyati) — адміністративно-територіальна одиниця Узбекистану. Адміністративний центр — місто Джиззак.

## Історія
До 1936 року територія Джиззацької області входила до Киргизької АРСР у складі РСФРР, потім до Казахської РСР(до 1956 року). 1956 року Голодностепська область (нині Навоїйська та Джиззацька області) були передані до складу Узбекистану з метою розвитку бавовняної монокультури в одній республіці.
Джиззацька область утворена 29 грудня 1973 року у складі Узбецької РСР. 6 вересня 1988 року область була об'єднана з Сирдар'їнською областю в одну з назвою Сирдар'їнська область (з центром в Джиззаку), а 16 лютого 1990 року — відновлена.

## Географія
Джиззацька область знаходиться в центральній частині Узбекистану між річками Сирдар'я та Зеравшан. Площа території області — 21,2 тис. км². Клімат континентальний, посушливий, з жарким літом і помірно холодною зимою.
Межує:
- На півночі з Республікою Казахстан та Сирдар'їнською областю
- На південному сході з Республікою Таджикистан
- На заході з Навоїйською та Самаркандською областями.

## Населення
В області проживає понад 1 139,0 тис. чол. (2008 р.) або 4,7% населення республіки, понад 70 національностей і народностей, 83,2% складає корінне населення — узбеки. Поряд з ними тут проживають казахи — 6,2%, киргизи — 2,9%, таджики — 2,4%, росіяни — 2%, татари — 1,8% і представники інших національностей — 0,5%. Щільність населення області порівняно низька і становить 50 осіб на 1 км². В області переважає сільське населення, його частка становить 69,5%.

## Адміністративний поділ

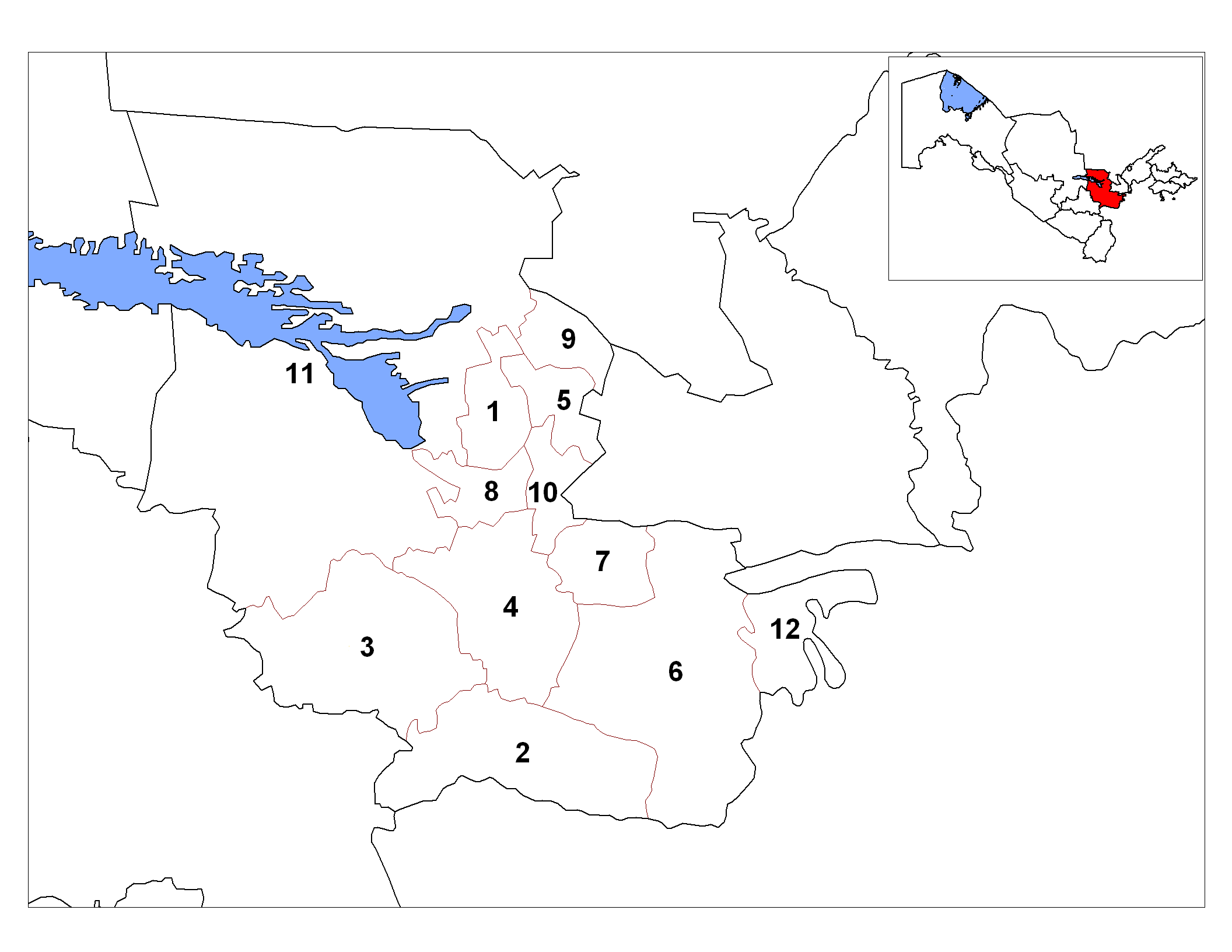
Райони Джиззацької області

Область поділена на 12 адміністративних районів (туманів):
| № на карті | Район              | Центр                   |
| ---------- | ------------------ | ----------------------- |
| 1          | Арнасайський       | міське селище Голіблар  |
| 2          | Бахмальський       | міське селище Усмат     |
| 3          | Галляаральський    | місто Галляарал         |
| 4          | Шараф-Рашидовський | міське селище Учтепа    |
| 5          | Дустліцький        | місто Дустлік           |
| 6          | Заамінський        | міське селище Заамін    |
| 7          | Зарбдарський       | міське селище Зарбдар   |
| 8          | Зафарабадський     | міське селище Зафарабад |
| 9          | Мірзачульський     | місто Гагарін           |
| 10         | Пахтакорський      | місто Пахтакор          |
| 11         | Фаріський          | міське селище Багдан    |
| 12         | Янгіабадський      | н.п. Баландчакир        |

і 1 місто обласного підпорядкування:
- Джиззак

## Населені пункти
В області 6 міст, 42 міських селища і 100 сільських сходів громадян.

### Міста
- Гагарін
- Галляарал
- Даштабад
- Джиззак
- Дустлік
- Пахтакор

## Економіка

### Сільське господарство
Економіка області заснована на сільському господарстві. Основними сільськогосподарськими культурами в області є бавовна та пшениця, також культивуються кормові культури, овочі, баштанні культури (дині та гарбузи).
Тваринництво представлене розведенням овець, кіз і свиней.

### Промисловість
Виробництво будівельних матеріалів є домінуючою галуззю промислового виробництва області. Також існує виробництво з виготовлення пластмасових виробів і очищенню бавовни, діє рибопереробний завод.
В області діє велика кількість шахт, в яких видобувається поліметалічні руди, які містять свинець, цинк, залізо, також сировину для виготовлення вапна і вапняк.

### Транспорт
Є автомобільне сполучення з Ташкентом, Самаркандом, Бухарою та іншими містами Узбекистану.

## Природно-заповідний фонд
У межах області створено два природних заповідника: Заамінський заповідник і Нуратинський заповідник, розташовані на західних відрогах Туркестанського хребта Паміро-Алая.
В області є національна зона відпочинку — санаторій «Заамін», розташований на теренах Заамінського національного парку.

## Керівництво Джиззацької області

### Голови облвиконкому
1. Джалілов Ісам (1973 — 1974)
2. Ісламов Еркабай (1974 — 1983)
3. Ельбаєв Бекмурат (1983 — 198.4)
4. Хабібуллаев Асхат Шаріпович (198.6 — 198.7)

### Голови обласної ради народних депутатів
1. Турсунов Еркін Турсунович (травень 1990 — січень 1992)

### 1-і секретарі обкому КП Узбекистану
1. Таїров Сеїт Меметович (грудень 1973 — 1978)
2. Байміров Тухтамиш (1978 — 18 лютого 1983)
3. Шагазатов Хабібулла Абдумажітович (18 лютого 1983 — 3 квітня 1985)
4. Умаров Іслам Султанович (3 квітня 1985 — вересень 1988)
5. Турсунов Еркін Турсунович (7 березня 1990 — 14 вересня 1991)

### Хокіми (губернатори)
1. Турсунов Еркін Турсунович (11 лютого 1992 — 3 квітня 1993)
2. Тошкентбоєв Алішер Холмурадович (3 квітня 1993 — вересень 1996)
3. Мірзійоєв Шавкат Міромонович (11 вересня 1996 — 11 вересня 2001)
4. Яманкулов Убайдулла Яхшибойович (14 вересня 2001 — 14 лютого 2007)
5. Анарбаєв Муса (14 лютого 2007 — лютий 2009)
6. Халбутаєв Махмуд Парсаматович (24 лютого 2009 — 2009)
7. Ісмаїлов Сайфіддін Умарович (14 січня 2010 — 23 грудня 2016)
8. Узаков Улугбек Юлдашевич (23 грудня 2016 — 2017)
9. Салієв Ергаш Алібекович (в.о. 2017 - 30 березня 2018, 30 березня 2018 — )